# Structure fine
 (janvier 2022).
Si vous disposez d'ouvrages ou d'articles de référence ou si vous connaissez des sites web de qualité traitant du thème abordé ici, merci de compléter l'article en donnant les références utiles à sa vérifiabilité et en les liant à la section « Notes et références ».

Structure fine de l'hydrogène : influence de la levée partielle de la dégénérescence du niveau d'énergie n = 2 sur la raie Lyman-α.

En physique atomique, la structure fine décrit le dédoublement de raies spectrales d'un atome. Détectable par spectroscopie à haute résolution spectrale, la structure fine est un effet d'origine relativiste dont l'expression correcte se déduit à partir de l'équation relativiste pour les particules de spin 1/2 : l'équation de Dirac.
Les raies denses observées dans les spectres sont prédites par l'étude de l'énergie d’interaction entre l’électron et le proton sans tenir compte du spin et des effets relativistes de l’électron. Pour les atomes hydrogénoïdes, l'énergie ne dépend que du nombre quantique principal n et l'hamiltonien non relativiste s'écrit :
{\displaystyle H_{o}={\frac {p^{2}}{2m}}+V(R)}.
Le modèle prenant en compte les effets relativistes permet donc de corriger cette énergie, de lever partiellement la dégénérescence du niveau d'énergie et de séparer les raies spectrales.
La structure fine est décrite par l'hamiltonien de structure fine Hf contenant trois termes correctifs :
{\displaystyle H_{f}=H_{r}+H_{d}+H_{so}} ;
- Hr tient compte de la correction de masse relativiste de l'électron ;
- Hd est le terme de Darwin dû à l'effet de la zitterbewegung de l'électron : celui-ci ressent le champ électrique nucléaire moyen sur une région, et non de manière ponctuelle ;
- Hso est le terme de spin-orbite qui résulte du couplage entre le moment magnétique de spin de l'électron et du champ magnétique généré par la rotation de l'électron autour du noyau (moment magnétique orbital).

L'hamiltonien total vaut donc :
{\displaystyle H=H_{o}+H_{f}}.
La découverte de la structure fine de l'hydrogène atomique a valu le prix Nobel de physique à Willis Eugene Lamb en 1955.

## Correction relativiste de l’énergie cinétique
Dans le cas classique, le terme de l'énergie cinétique de l'hamiltonien non relativiste s'écrit
{\displaystyle E_{c}={\frac {p^{2}}{2m}}} ,
où {\displaystyle p} est la quantité de mouvement et {\displaystyle m} la masse de l'électron.
En relativité restreinte, l'énergie cinétique d'une particule de masse {\displaystyle m} s'écrit :
{\displaystyle E_{c}={\sqrt {p^{2}c^{2}+m^{2}c^{4}}}-mc^{2}} {\displaystyle =mc^{2}\left[{\sqrt {1+{\frac {p^{2}}{m^{2}c^{2}}}}}-1\right]}.
Pour des particules faiblement relativistes ({\displaystyle {\frac {p^{2}}{m^{2}c^{2}}}<<1}, ce qui équivaut à p << mc), on peut « couper » le développement limité en {\displaystyle {\frac {p^{2}}{2m^{2}c^{2}}}} de la parenthèse au deuxième ordre (c'est-à-dire au terme en {\displaystyle {\frac {p^{4}}{m^{4}c^{4}}}}) :
{\displaystyle E_{c}\approx mc^{2}\left({\frac {p^{2}}{2m^{2}c^{2}}}-{\frac {p^{4}}{8m^{4}c^{4}}}\right)}, ce qui équivaut à {\displaystyle E_{c}\approx {\frac {p^{2}}{2m}}-{\frac {p^{4}}{8m^{3}c^{2}}}}.
Au premier ordre suivant le terme classique, le terme de correction Hr  vaut donc :
{\displaystyle H_{r}=-{\frac {p^{4}}{8m^{3}c^{2}}}} .
En partant de l'hamiltonien de la solution non relativiste H0 d'états propres {\displaystyle \psi _{nlm_{l}}} d'énergie En,
{\displaystyle H=H_{0}-{\frac {1}{2mc^{2}}}(H_{0}-V)^{2}},
où V représente le potentiel, la théorie des perturbations permet d'écrire :
{\displaystyle \Delta E_{nlm_{l}}^{\mathrm {rel} }=-{\frac {1}{2mc^{2}}}\left\langle \psi _{nlm_{l}}|(H_{0}-V)^{2}|\psi _{nlm_{l}}\right\rangle }.
Ainsi :
{\displaystyle \Delta E_{nlm_{l}}^{\mathrm {rel} }=-{\frac {1}{2mc^{2}}}\left(E_{n}^{2}-2E_{n}\langle \psi _{nlm_{l}}|V|\psi _{nlm_{l}}\rangle +\langle \psi _{nlm_{l}}|V^{2}|\psi _{nlm_{l}}\rangle \right)}.
Dans le cas d'un hydrogénoïde, le potentiel est coulombien et les états propres non perturbés sont des harmoniques sphériques. L'expression ci-dessus devient :
{\displaystyle \Delta E_{nlm_{l}}^{\mathrm {rel} }=-{\frac {(Z\alpha )^{2}}{n}}\left({\frac {1}{l+1/2}}-{\frac {3}{4n}}\right)|E_{n}|}.

## Couplage spin-orbite

### Origine du terme perturbatif
La mécanique quantique relativiste fait apparaître, entre autres, le fait que les électrons possèdent un spin. Celui-ci engendre un moment magnétique de spin
{\displaystyle {\vec {M_{s}}}={\frac {q}{m_{e}}}{\vec {S}}}.
Comme l'électron se déplace dans un environnement où règne le champ électrique créé par les charges du noyau et des autres électrons, d'après la relativité restreinte, l'électron, dans son référentiel, perçoit un champ magnétique appelé champ motionnel :
{\displaystyle {\vec {B'}}=-{\frac {{\vec {v}}\wedge {\vec {E}}}{c^{2}}}}.
L'énergie associée à cette interaction est donc
{\displaystyle W_{so}=-{\vec {M_{s}}}\cdot {\vec {B'}}}.
Comme le référentiel de l'électron est en rotation et non galiléen, le calcul du champ motionnel nécessite de faire deux changements de référentiels (un en translation et un en rotation). Le calcul fait par Thomas donne
{\displaystyle W_{so}={\frac {1}{2m_{e}^{2}c^{2}}}{\frac {1}{r}}{\frac {{\mathrm {d} }V}{{\mathrm {d} }r}}{\vec {L}}\cdot {\vec {S}}} ,
avec {\displaystyle {\vec {L}}} le moment cinétique de l'électron autour du noyau et {\displaystyle {\vec {S}}} le moment cinétique de spin de l'électron.
Il est commun de noter ce terme
{\displaystyle W_{so}=\xi (r){\vec {L}}\cdot {\vec {S}}{~~{\textrm {avec}}~~}\xi (r)={\frac {1}{2m_{e}^{2}c^{2}}}{\frac {1}{r}}{\frac {{\mathrm {d} }V}{{\mathrm {d} }r}}} ,
ce qui permet de mettre en valeur le terme purement radial.

### Calcul en perturbation
Dans l'hypothèse où ce terme apporte une contribution faible à l'énergie devant le terme principal {\displaystyle H_{0}}, on peut le traiter en perturbation. Mais auparavant, il convient de remarquer que le terme {\displaystyle {\vec {L}}\cdot {\vec {S}}} ne commute pas avec {\displaystyle {\vec {L}}} et {\displaystyle {\vec {S}}}. Il est donc indispensable de trouver un nouvel Ensemble Complet d'Observables qui Commutent (ECOC). Pour ce faire, le moment cinétique total
{\displaystyle {\vec {J}}~{\stackrel {\textrm {def}}{=}}\sum {\vec {L}}~~\Leftrightarrow ~~{\vec {J}}={\vec {L}}+{\vec {S}}}
est utilisé en lieu et place de chaque moment cinétique et le nouvel ECOC devient {\displaystyle H,L^{2},S^{2},J^{2},J_{z}}. La base des vecteurs propres communs devient alors
{\displaystyle \left|\psi _{nlsjm_{j}}\right\rangle } avec {\displaystyle m_{j}=m_{l}+m_{s}}. Il en résulte
{\displaystyle J^{2}=L^{2}+S^{2}+2{\vec {L}}\cdot {\vec {S}}~~\Leftrightarrow ~~{\vec {L}}\cdot {\vec {S}}={\frac {1}{2}}\left(J^{2}-L^{2}-S^{2}\right)} ,
d'où
{\displaystyle W_{so}={\frac {1}{2}}\xi (r)\left(J^{2}-L^{2}-S^{2}\right)}.

La théorie des perturbations permet d'écrire :
{\displaystyle \Delta E_{nlsj}^{so}={\frac {1}{2}}\left\langle \psi _{nlsjm_{j}}\left|\xi (r)\left(J^{2}-L^{2}-S^{2}\right)\right|\psi _{nlsjm_{j}}\right\rangle } .
En posant
{\displaystyle {\frac {A_{nl}}{\hbar ^{2}}}=\int _{0}^{\infty }\left|R_{nl}\right|^{2}\xi (r)r^{2}{\mathrm {d} }r} ,
le résultat est :
{\displaystyle \Delta E_{nlsj}^{so}={\frac {A_{nl}}{2}}\left[j(j+1)-l(l+1)-s(s+1)\right]} .

### Exemple avec les alcalins
Ici {\displaystyle s=1/2} donc {\displaystyle s(s+1)=3/4}.
- Soit {\displaystyle l=0}, alors {\displaystyle j=s} d'où {\displaystyle \Delta E_{nlsj}^{so}=0}.
- Soit {\displaystyle l\neq 0}, alors :
  - {\displaystyle j=l+{\frac {1}{2}}} donc {\displaystyle \Delta E_{nlsj}^{so}={\frac {A_{nl}}{2}}\times l} ;
  - {\displaystyle j=l-{\frac {1}{2}}} donc {\displaystyle \Delta E_{nlsj}^{so}=-{\frac {A_{nl}}{2}}\times (l+1)}.

Excepté pour les couches S, il y a une levée partielle de la dégénérescence des niveaux d'énergie. Cela se traduit par un dédoublement de ces niveaux (exemple du sodium qui possède un dédoublement de la raie d'émission jaune en deux raies respectivement à 589,0 nm et 589,6 nm).
Le barycentre des niveaux n'est pas déplacé.